# 京畿灣
京畿灣（：／ Gyronggiman */?，又名“江华湾”）是朝鮮黄海南道甕津半島与韓國忠淸南道泰安半島间的半圆形海湾。湾内有韓国第二大港口仁川港。湾向西，面对黄海，湾幅约100公里，海岸线长约528公里。湾内海岸线曲折、崎岖，有众多岛屿与海岬，大小岛屿有200多个。

## 子湾
- 江華灣（강화만）
- 南陽灣（남양만）
- 牙山灣（아산만）
- 海州灣（해주만）

## 主要岛屿
- 江華島（강화도）
- 喬桐島（교동도）
- 大阜島（대부도）
- 大延坪島（대연평도）
- 德積島（덕적도）
- 德積群島（덕적군도）
- 席毛島（석모도）
- 永宗島（영종도）
- 靈興島（영흥도）